# Тараски
Тараски (укр. Тараски) — село на Украине, находится в Хмельницком районе Винницкой области.
Код КОАТУУ — 0524887404. Население по переписи 2001 года составляет 528 человек. Почтовый индекс — 22033. Телефонный код — 4338.
Занимает площадь 1,28 км².

## Адрес местного совета
22032, Винницкая область, Хмельницкий р-н, с. Уланов, ул. Мира, 9, тел. 3-13-42; 3-14-56